# Rolf Karlsen
Rolf Kåre Karlsen (* 26. Juni 1911 in Kristiania; † 4. August 1982 in Oslo) war ein norwegischer Komponist, Organist und Pianist.
Karlsen hatte bereits im Alter von zwölf Jahren Orgelunterricht bei Arild Sandvold, der ihn bis zum Orgelexamen am Konservatorium von Oslo 1931 begleitete. Er debütierte 1933 als Organist und 1935 als Pianist. 1932 erhielt er seine erste Stelle als Organist an der Hovik Kirk in Bærum.
1936 erhielt er die Organisten- und Kantorenstelle an der Ris Kirke in Oslo. Er leitete den Kirchenchor und gab Konzerte, die in den 1950er Jahren auch im Rundfunk übertragen wurden. Seit 1938 leitete er auch den NRK-Kammerchor. Er studierte in dieser Zeit mittelalterliche Musik in Brügge, barocke Aufführungspraxis in Basel sowie Komposition bei Per Steenberg, Bjarne Brustad und Karl Andersen.
Er wandte sich nach 1945 der historischen Aufführungspraxis zu, bevorzugte barocke Orgeln und kleine Besetzungen. So führte er Bachs Matthäuspassion mit 18 Chorsängern und einem Kammerorchester und Händels Messias mit 16 Sängern auf. 1952 gründete er das Collegium Musicum, mit dem er sowohl alte als auch zeitgenössische Musik aufführte, sowie die Gesellschaft Musica Sacra für die musikalische Erneuerung der Kirche, deren Leiter er bis 1968 war. Seit 1965 war er außerdem Mitglied der Liturgiekommission.
1960 wurde Karlsen Organist an der Claus-Jensen-Orgel der Trefoldighetskirken in Oslo. Hier führte er Kompositionen von Johann Sebastian Bach, Georg Friedrich Händel, Dietrich Buxtehude, Claudio Monteverdi, Heinrich Schütz, Claudio Monteverdi und Hugo Distler auf. 1966 wurde er Nachfolger seines Lehrers Sandvold als Kantor und Organist am Osloer Dom. In dieser Funktion hatte er die Aufsicht über alle Orgeln der Stadt und war Berater für den Orgelbau.
Von 1935 bis 1973 unterrichtete Karlsen am Musikkonservatorium von Oslo, danach war er bis 1981 Dozent an der Norwegischen Musikhochschule. Er wurde 1963 mit dem Sankt-Olav-Orden Erster Klasse ausgezeichnet.

## Werke
- Suite atonale für Klavier, 1937
- Den store gleda für Solo, Chor und Orchester, 1945
- Orgelsonate, 1946
- Fra Alstadhaug, Suite für Streichorchester nach Petter Dass, 1947
- Pro Organo, Choralvorspiele in fünf Bänden, 1951–58
- Hymnarium, Choralmusik in sechs Bänden, 1953–67
- Min sjel lov Herren, Kantate für Chor, Bläser und Orgel, 1963
- Påskekantate für Chor, Orchester und Orgel, 1965

## Quelle
- Store norske leksikon - Rolf Karlsen

| Personendaten    | Personendaten                                |
| ---------------- | -------------------------------------------- |
| NAME             | Karlsen, Rolf                                |
| ALTERNATIVNAMEN  | Karlsen, Rolf Kåre (vollständiger Name)      |
| KURZBESCHREIBUNG | norwegischer Komponist, Organist und Pianist |
| GEBURTSDATUM     | 26. Juni 1911                                |
| GEBURTSORT       | Kristiania                                   |
| STERBEDATUM      | 4. August 1982                               |
| STERBEORT        | Oslo                                         |